# Pazifische Taifunsaison 2016
Die Pazifische Taifunsaison 2016 ist ein Wetterereignis, unter dem die während des Kalenderjahres 2016 entstandenen tropischen Wirbelstürme des Nordwest-Pazifik (westlich des 180. Längengrads und nördlich des Äquators) zusammengefasst sind. Wirbelstürme in diesem Gebiet nennt man Taifune, östlich des 180. Längengrads heißen sie dagegen Hurrikane und sind Gegenstand der Pazifischen Hurrikansaisons. Tropische Wirbelstürme im Südpazifik heißen Zyklone und werden in den Südpazifischen Zyklonsaisons und den Australischen Zyklonsaisons zusammengefasst. Die meisten Taifune bilden sich zwischen Mai und November, daher die jährliche Zusammenfassung zu Saisons. In geringerer Häufung entstehen sie aber auch regelmäßig zu allen anderen Jahreszeiten.
Innerhalb des nordwestlichen Pazifiks gibt es zwei meteorologische Organisationen, die den Stürmen Namen vergeben. Dies führt dazu, dass derselbe Sturm häufig zwei verschiedene Namen erhält. Die offizielle Bezeichnung durch die Japan Meteorological Agency (JMA) erhält ein tropischer Sturm, sobald er an einer beliebigen Stelle im nordwestlichen Pazifik andauernde 10-minütige Windgeschwindigkeiten von 35 Knoten (rund 65 km/h) erreicht. Die Philippine Atmospheric, Geophysical and Astronomical Services Administration (PAGASA) hingegen weist tropischen Tiefdruckgebieten Namen zu, die sich innerhalb des nationalen Verantwortungsbereiches bilden oder dorthin ziehen; dieser Verantwortungsbereich liegt grob umgrenzt zwischen 115° und 135° östlicher Länge und zwischen 5° und 25° nördlicher Breite. PAGASA weist auch dann einen lokalen Namen zu, wenn das System bereits durch die Japan Meteorological Agency benannt wurde. Tropische Tiefdruckgebiete, die vom US-amerikanischen Joint Typhoon Warning Center beobachtet werden, erhalten eine Nummer mit dem Suffix W.

## Sturmnamen

### Internationale Namen
Tropische Wirbelstürme im westlichen Nordpazifik werden durch das zuständige Regional Specialized Meteorological Centre in Tokio der Japan Meteorological Agency benannt. Diese erhalten einen Namen, sobald sie die Stärke eines tropischen Sturmes erreichen. Die Namen entstammen der folgenden Liste; diese wird fortlaufend verwendet, es gibt also keine jährlich wechselnden Namenslisten wie im östlichen Nordpazifik oder im Atlantik. Die Namen wurden durch die 14 Mitgliedsstaaten des ESCAP/WMO Typhoon Committees vorgeschlagen. Jedes dieser Mitglieder hat jeweils zehn Namen eingereicht, die in alphabetischer Reihenfolge nach der englischen Schreibweise dieser Staaten sortiert vergeben werden. Die folgenden Namen wurden für benannte Stürme benutzt:
Nepartak, Lupit, Mirinae, Nida, Omais, Conson, Chanthu, Dianmu, Mindulle, Lionrock, Kompasu, Namtheun, Malou, Meranti, Rai, Malakas, Megi, Chaba, Aere, Songda, Sarika, Haima, Meari, Ma-on, Tokage und Nock-ten

### Philippinen
Die Philippine Atmospheric, Geophysical and Astronomical Services Administration (PAGASA) verwendet für tropische Systeme in ihrem Verantwortungsbereich ein eigenes Namensschema. Die Namenslisten von PAGASA werden alle vier Jahre wieder verwendet. Diese Namen werden für Systeme vergeben, die sich im Verantwortungsbereich von PAGASA zwischen 115° und 135° östlicher Länge und zwischen 5° und 25° nördlicher Breite bilden oder in dieses Gebiet hineinwandern. Sollte sich die Namensliste als nicht ausreichend erweisen, werden die Namen von einer Ersatzliste genommen. Dies ist dieselbe Liste, die auch in der Saison 2012 verwendet wurde, nur Pablo wurde aufgrund der großen Opferzahlen des gleichnamigen Taifuns 2012 im Süden des Landes durch Pepito ersetzt. Die folgenden Namen wurden für benannte Stürme benutzt:
Ambo, Butchoy, Carina, Dindo, Enteng, Ferdie, Gener, Helen, Igme, Julian, Karen, Lawin, Marce und Nina

## Belege
1. ↑  Gary Padgett: Monthly Global Tropical Cyclone Summary May 2003. Australian Severe Weather, abgerufen am 29. Dezember 2013 (englisch).
2. ↑  Gary Padgett: Monthly Global Tropical Cyclone Summary December 1999. Australian Severe Weather, abgerufen am 29. Dezember 2013 (englisch).
3. ↑  List of Names for Tropical Cyclones adopted by the ESCAP/WMO Typhoon Committee for the Western North Pacific and the South China Sea. Japan Meteorological Agency, abgerufen am 1. Januar 2016 (englisch).
4. ↑  Tropical Cyclone Information. PAGASA, archiviert vom Original am 22. Dezember 2015; abgerufen am 1. Januar 2016 (englisch).  Info: Der Archivlink wurde automatisch eingesetzt und noch nicht geprüft. Bitte prüfe Original- und Archivlink gemäß Anleitung und entferne dann diesen Hinweis.